# 큰귀생쥐속
큰귀생쥐속(Phyllotis)은 비단털쥐과 목화쥐아과에 속하는 설치류 속의 하나이다. 19종으로 아루어져 있다.

## 하위 종
| - 로스알리소스잎귀쥐 (P. alisosiensis) - 아미쿠스잎귀쥐 (P. amicus) - 안데스잎귀쥐 (P. andium) - 아니타잎귀쥐 (P. anitae) - 부에노스아이레스잎귀쥐 (P. bonariensis) - 염소자리잎귀쥐 (P. caprinus) - 다윈잎귀쥐 (P. darwini) - 앙카시잎귀쥐 (P. definitus) - 저빌잎귀쥐 (P. gerbillus) | - 해거드잎귀쥐 (P. haggardi) - 리마잎귀쥐 (P. limatus) - 마스터잎귀쥐 (P. magister) - 서부잎귀쥐 (P. occidens) - 오스굿잎귀쥐 (P. osgoodi) - 다발풀잎귀쥐 (P. osilae) - 피어슨잎귀쥐 (P. pearsoni) - 볼프손잎귀쥐 (P. wolffsohni) - 노랑엉덩이잎귀쥐 (P. xanthopygus) |